# 查马丁
查马丁，是西班牙卡斯蒂利亚-莱昂阿维拉省的一个市镇。 总面积15km2, 总人口116人（2001年），人口密度8人/km2。